# 上北手
上北手（かみきたて）は、秋田県秋田市にある地域名。郵便番号は010-1401他。上北手荒巻、上北手大杉沢、上北手大戸、上北手大山田、上北手小山田、上北手古野、上北手御所野、上北手猿田、上北手百崎で構成される。

## 地理
秋田市南部に位置する。北は桜ガ丘、下北手、大平台、北西は横森、西は楢山、仁井田、南は御所野、東は河辺に接する。元地域内にあったため山手台と南ケ丘を囲う形になっている。域内を南北に秋田自動車道と秋田県道41号秋田昭和線が縦貫し、東西には大戸川と猿田川が横断する。

### 河川
- 大戸川
- 猿田川

## 歴史
- 1889年（明治22年） - 猿田村・大山田村・古野村・御所野村・百崎村・大戸村・大杉沢村・小山田村・荒巻村が合併して河辺郡上北手村が成立する。
- 1947年（昭和22年）8月1日 - 上北手郵便局が開局[4]。
- 1954年（昭和29年） - 南秋田郡太平村・外旭川村・飯島村・下新城村・上新城村、河辺郡浜田村・豊岩村・四ツ小屋村・仁井田村・下北手村、由利郡下浜村とともに秋田市へ編入される。
- 1966年（昭和41年）4月1日 - 秋田市立上北手中学校が秋田市立仁井田中学校・秋田市立四ツ小屋中学校と統合し、秋田市立城南中学校が開校、上北手校舎に本部を設置する。
- 1967年（昭和42年）1月 - 秋田市立城南中学校が楢山城南町に移転する。
- 1987年（昭和62年）7月7日 - 住居表示実施に伴い、一部地域が桜ガ丘として分離。
- 1989年（平成元年）5月1日 - 住居表示実施に伴い、一部地域が御所野として分離。以降一部地域が順次、御所野に編入される。
- 1991年（平成3年）7月25日 - 秋田南インターチェンジが開業。
- 1996年（平成8年）4月 - 日本赤十字秋田短期大学が開学。
- 1997年（平成9年）3月1日 - 住居表示実施に伴い、一部地域が大平台として分離。
- 1998年（平成10年）
  - 1月20日 - 住居表示実施に伴い、一部地域が山手台として分離。
  - 7月 - 秋田赤十字病院が中通一丁目から上北手猿田に移転。
- 2002年（平成14年）11月23日 - 秋田県ゆとり生活創造センター「遊学舎」が開館。
- 2005年（平成17年）2月1日 - 秋田東警察署が設置される。
- 2009年（平成21年）4月 - 日本赤十字秋田看護大学（現・日本赤十字東北看護大学）が開学。

### 町名の変遷
以下はすべて住居表示実施に伴う変更。
| 実施前                                                     | 実施年月日                   | 実施後（各町ともその一部）                      |
| ---------------------------------------------------------- | ---------------------------- | ----------------------------------------------- |
| 上北手荒巻字荒巻 かみきたてあらまき あざあらまき           | 平成10年1月20日              | 山手台一丁目 やまてだいいっちょうめ             |
| 上北手荒巻字荒巻 かみきたてあらまき あざあらまき           | 平成10年1月20日              | 山手台二丁目 やまてだいにちょうめ               |
| 上北手荒巻字荒巻 かみきたてあらまき あざあらまき           | 平成10年1月20日              | 山手台三丁目 やまてだいさんちょうめ             |
| 上北手荒巻字荒巻 かみきたてあらまき あざあらまき           | （残存）上北手荒巻字荒巻     |                                                 |
| 上北手荒巻字割田 かみきたてあらまき あざわりだ             | 平成12年10月1日              | 牛島東七丁目 うしじまひがしななちょうめ         |
| 上北手荒巻字割田 かみきたてあらまき あざわりだ             | （残存）上北手荒巻字割田     |                                                 |
| 上北手大戸字大戸 かみきたておおど あざおおど               | 平成9年3月1日                | 大平台一丁目 おおひらだいいっちょうめ           |
| 上北手大戸字大戸 かみきたておおど あざおおど               | 平成9年3月1日                | 大平台三丁目 おおひらだいさんちょうめ           |
| 上北手大戸字大戸 かみきたておおど あざおおど               | 平成14年5月14日              | 大平台四丁目 おおひらだいよんちょうめ           |
| 上北手大戸字大戸 かみきたておおど あざおおど               | 昭和62年7月7日               | 桜ガ丘三丁目 さくらがおかさんちょうめ           |
| 上北手大戸字大戸 かみきたておおど あざおおど               | 昭和62年7月7日               | 桜ガ丘四丁目 さくらがおかよんちょうめ           |
| 上北手大戸字大戸 かみきたておおど あざおおど               | （残存）上北手大戸字大戸     |                                                 |
| 上北手大戸字関上 かみきたておおど あざせきがみ             | 平成9年3月1日                | 大平台一丁目 おおひらだいいっちょうめ           |
| 上北手大戸字関上 かみきたておおど あざせきがみ             | 平成9年3月1日                | 大平台二丁目 おおひらだいにちょうめ             |
| 上北手大戸字関上 かみきたておおど あざせきがみ             | 平成9年3月1日                | 大平台三丁目 おおひらだいさんちょうめ           |
| 上北手大戸字関上 かみきたておおど あざせきがみ             | （残存）上北手大戸字関上     |                                                 |
| 上北手大戸字堀ノ内 かみきたておおど あざほりのうち         | 平成9年3月1日                | 大平台一丁目 おおひらだいいっちょうめ           |
| 上北手大戸字堀ノ内 かみきたておおど あざほりのうち         | 平成9年3月1日                | 大平台三丁目 おおひらだいさんちょうめ           |
| 上北手大戸字堀ノ内 かみきたておおど あざほりのうち         | 昭和62年7月7日               | 桜ガ丘三丁目 さくらがおかさんちょうめ           |
| 上北手大戸字堀ノ内 かみきたておおど あざほりのうち         | （残存）上北手大戸字堀ノ内   |                                                 |
| 上北手御所野字雨池通 かみきたてごしょの あざあまいけどおり | 平成3年4月1日                | 御所野元町四丁目 ごしょのもとまちよんちょうめ   |
| 上北手御所野字雨池通 かみきたてごしょの あざあまいけどおり | 平成2年10月1日               | 御所野湯本一丁目 ごしょのゆもといっちょうめ     |
| 上北手御所野字雨池通 かみきたてごしょの あざあまいけどおり | 平成2年5月1日                | 御所野湯本一丁目 ごしょのゆもといっちょうめ     |
| 上北手御所野字雨池通 かみきたてごしょの あざあまいけどおり | 平成2年5月1日                | 御所野湯本二丁目 ごしょのゆもとにちょうめ       |
| 上北手御所野字雨池通 かみきたてごしょの あざあまいけどおり | 平成6年10月1日               | 御所野湯本二丁目 ごしょのゆもとにちょうめ       |
| 上北手御所野字雨池通 かみきたてごしょの あざあまいけどおり | （残存）上北手御所野字雨池通 |                                                 |
| 上北手御所野字荒久利 かみきたてごしょの あざあらくり       | 平成18年7月1日               | 御所野堤台一丁目 ごしょのつつみだいいっちょうめ |
| 上北手御所野字荒久利 かみきたてごしょの あざあらくり       | 平成6年10月1日               | 御所野元町三丁目 ごしょのもとまちさんちょうめ   |
| 上北手御所野字高見 かみきたてごしょの あざたかみ           | 平成6年10月1日               | 御所野元町三丁目 ごしょのもとまちさんちょうめ   |
| 上北手御所野字野形 かみきたてごしょの あざのがた           | 平成元年5月1日               | 御所野下堤一丁目 ごしょのしもつつみいっちょうめ |
| 上北手御所野字野形 かみきたてごしょの あざのがた           | 平成2年10月1日               | 御所野元町二丁目 ごしょのもとまちにちょうめ     |
| 上北手御所野字野形 かみきたてごしょの あざのがた           | 平成6年10月1日               | 御所野元町二丁目 ごしょのもとまちにちょうめ     |
| 上北手御所野字野形 かみきたてごしょの あざのがた           | 平成6年10月1日               | 御所野元町三丁目 ごしょのもとまちさんちょうめ   |
| 上北手御所野字野形 かみきたてごしょの あざのがた           | 平成3年4月1日                | 御所野元町四丁目 ごしょのもとまちよんちょうめ   |
| 上北手御所野字野畑 かみきたてごしょの あざのはた           | 平成3年4月1日                | 御所野元町四丁目 ごしょのもとまちよんちょうめ   |
| 上北手御所野字野畑 かみきたてごしょの あざのはた           | 平成2年5月1日                | 御所野元町五丁目 ごしょのもとまちごちょうめ     |
| 上北手御所野字野畑 かみきたてごしょの あざのはた           | 平成4年10月1日               | 御所野元町五丁目 ごしょのもとまちごちょうめ     |
| 上北手御所野字野畑 かみきたてごしょの あざのはた           | （残存）上北手御所野字野畑   |                                                 |
| 上北手古野字台 かみきたてこの あざだい                     | 平成18年7月1日               | 御所野堤台一丁目 ごしょのつつみだいいっちょうめ |
| 上北手古野字台 かみきたてこの あざだい                     | 平成19年9月1日               | 御所野堤台一丁目 ごしょのつつみだいいっちょうめ |
| 上北手古野字台 かみきたてこの あざだい                     | （残存）上北手古野字台       |                                                 |
| 上北手古野字深田沢 かみきたてこの あざふかださわ           | 平成6年10月1日               | 御所野元町三丁目 ごしょのもとまちさんちょうめ   |
| 上北手古野字深田沢 かみきたてこの あざふかださわ           | 平成2年10月1日               | 御所野湯本一丁目 ごしょのゆもといっちょうめ     |
| 上北手古野字深田沢 かみきたてこの あざふかださわ           | （残存）上北手古野字深田沢   |                                                 |
| 上北手古野字脇ノ田 かみきたてこの あざわきのた             | 平成6年10月1日               | 御所野元町三丁目 ごしょのもとまちさんちょうめ   |
| 上北手古野字脇ノ田 かみきたてこの あざわきのた             | 平成19年9月1日               | 御所野堤台一丁目 ごしょのつつみだいいっちょうめ |
| 上北手古野字脇ノ田 かみきたてこの あざわきのた             | （残存）上北手古野字脇ノ田   |                                                 |
| 上北手猿田字堤ノ沢 かみきたてさるた あざつつみのさわ       | 平成元年5月1日               | 御所野下堤一丁目 ごしょのしもつつみいっちょうめ |
| 上北手猿田字堤ノ沢 かみきたてさるた あざつつみのさわ       | 平成2年10月1日               | 御所野下堤二丁目 ごしょのしもつつみにちょうめ   |
| 上北手猿田字堤ノ沢 かみきたてさるた あざつつみのさわ       | 平成18年7月1日               | 御所野堤台一丁目 ごしょのつつみだいいっちょうめ |
| 上北手猿田字堤ノ沢 かみきたてさるた あざつつみのさわ       | 平成19年9月1日               | 御所野堤台一丁目 ごしょのつつみだいいっちょうめ |
| 上北手猿田字堤ノ沢 かみきたてさるた あざつつみのさわ       | 平成20年7月26日              | 御所野堤台二丁目 ごしょのつつみだいにちょうめ   |
| 上北手猿田字堤ノ沢 かみきたてさるた あざつつみのさわ       | 平成6年10月1日               | 御所野元町三丁目 ごしょのもとまちさんちょうめ   |
| 上北手猿田字堤ノ沢 かみきたてさるた あざつつみのさわ       | （残存）上北手猿田字堤ノ沢   |                                                 |
| 上北手猿田字寺ノ沢 かみきたてさるた あざてらのさわ         | 平成20年7月26日              | 御所野堤台二丁目 ごしょのつつみだいにちょうめ   |
| 上北手猿田字寺ノ沢 かみきたてさるた あざてらのさわ         | （残存）上北手猿田字寺ノ沢   |                                                 |
| 上北手猿田字中谷地 かみきたてさるた あざなかやち           | 平成20年7月26日              | 御所野堤台二丁目 ごしょのつつみだいにちょうめ   |
| 上北手猿田字中谷地 かみきたてさるた あざなかやち           | （残存）上北手猿田字中谷地   |                                                 |
| 上北手百崎字内山 かみきたてももざき あざうちやま           | 平成10年1月20日              | 山手台一丁目 やまてだいいっちょうめ             |
| 上北手百崎字内山 かみきたてももざき あざうちやま           | 平成10年1月20日              | 山手台二丁目 やまてだいにちょうめ               |
| 上北手百崎字内山 かみきたてももざき あざうちやま           | 平成10年1月20日              | 山手台三丁目 やまてだいさんちょうめ             |
| 上北手百崎字内山 かみきたてももざき あざうちやま           | （残存）上北手百崎字内山     |                                                 |
| 上北手百崎字境田 かみきたてももざき あざさかいだ           | 平成10年1月20日              | 山手台一丁目 やまてだいいっちょうめ             |
| 上北手百崎字境田 かみきたてももざき あざさかいだ           | 平成10年1月20日              | 山手台二丁目 やまてだいにちょうめ               |
| 上北手百崎字境田 かみきたてももざき あざさかいだ           | 平成10年1月20日              | 山手台三丁目 やまてだいさんちょうめ             |
| 上北手百崎字境田 かみきたてももざき あざさかいだ           | （残存）上北手百崎字境田     |                                                 |
| 上北手百崎字諏訪ノ沢 かみきたてももざき あざすわのさわ     | 平成10年1月20日              | 山手台二丁目 やまてだいにちょうめ               |
| 上北手百崎字諏訪ノ沢 かみきたてももざき あざすわのさわ     | 平成10年1月20日              | 山手台三丁目 やまてだいさんちょうめ             |
| 上北手百崎字諏訪ノ沢 かみきたてももざき あざすわのさわ     | （残存）上北手百崎字諏訪ノ沢 |                                                 |

## 教育

### 学区
大半の地域は秋田市立下北手小学校、秋田市立城南中学校の学区だが、上北手大戸は秋田市立桜小学校、秋田市立桜中学校、上北手御所野は秋田市立御所野小学校、秋田市立御所野学院中学校の学区になっている。また上北手猿田の一部地域では秋田市立御野場中学校との選択通学区域に指定されている。

### 施設
- 上北手保育園

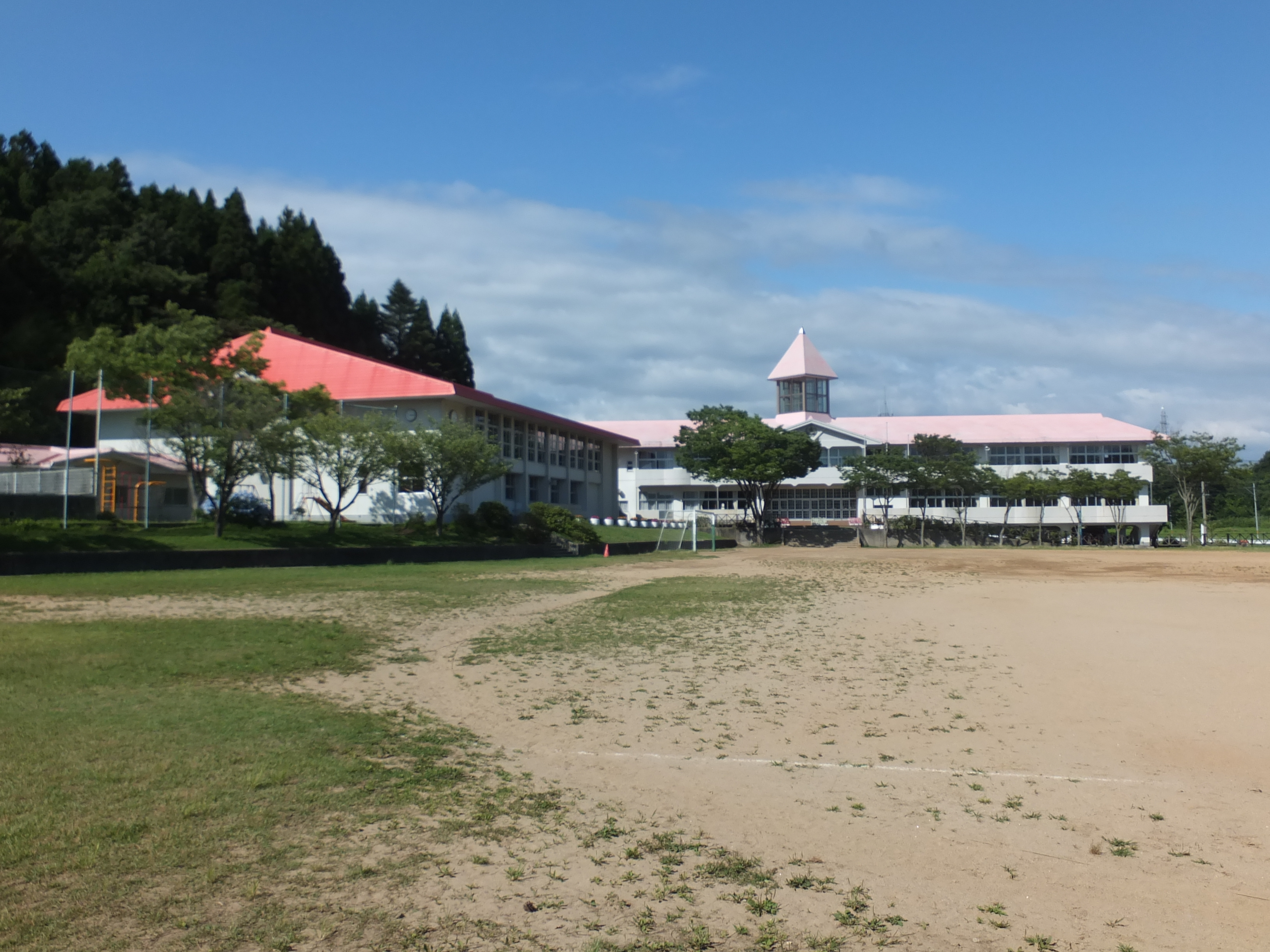
秋田市立上北手小学校
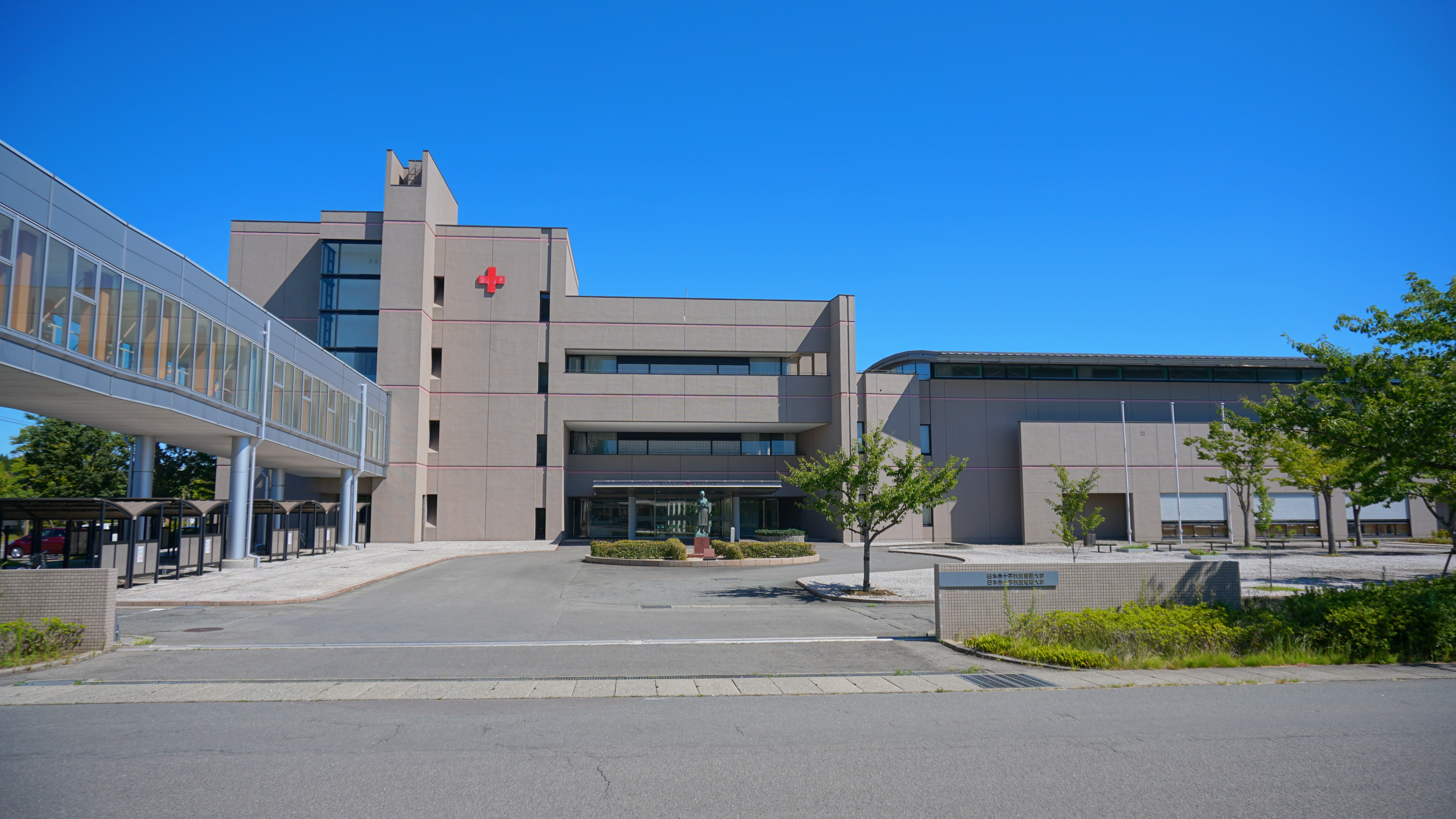
日本赤十字東北看護大学

- 秋田市立上北手小学校
- 日本赤十字東北看護大学

### かつてあった施設
- 秋田市立上北手中学校

## 施設

### 上北手百崎

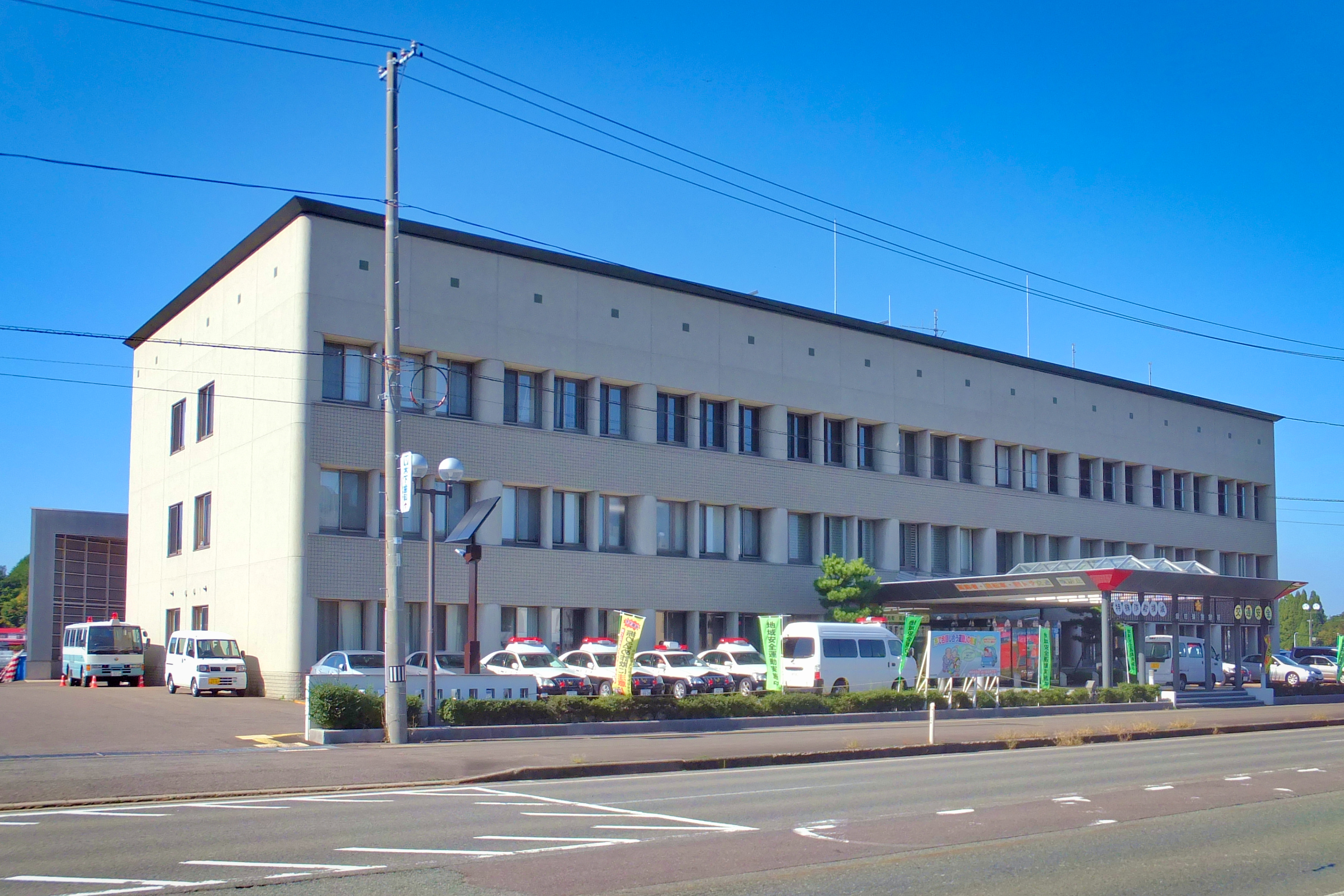
秋田東警察署

- 秋田東警察署

### 上北手荒巻

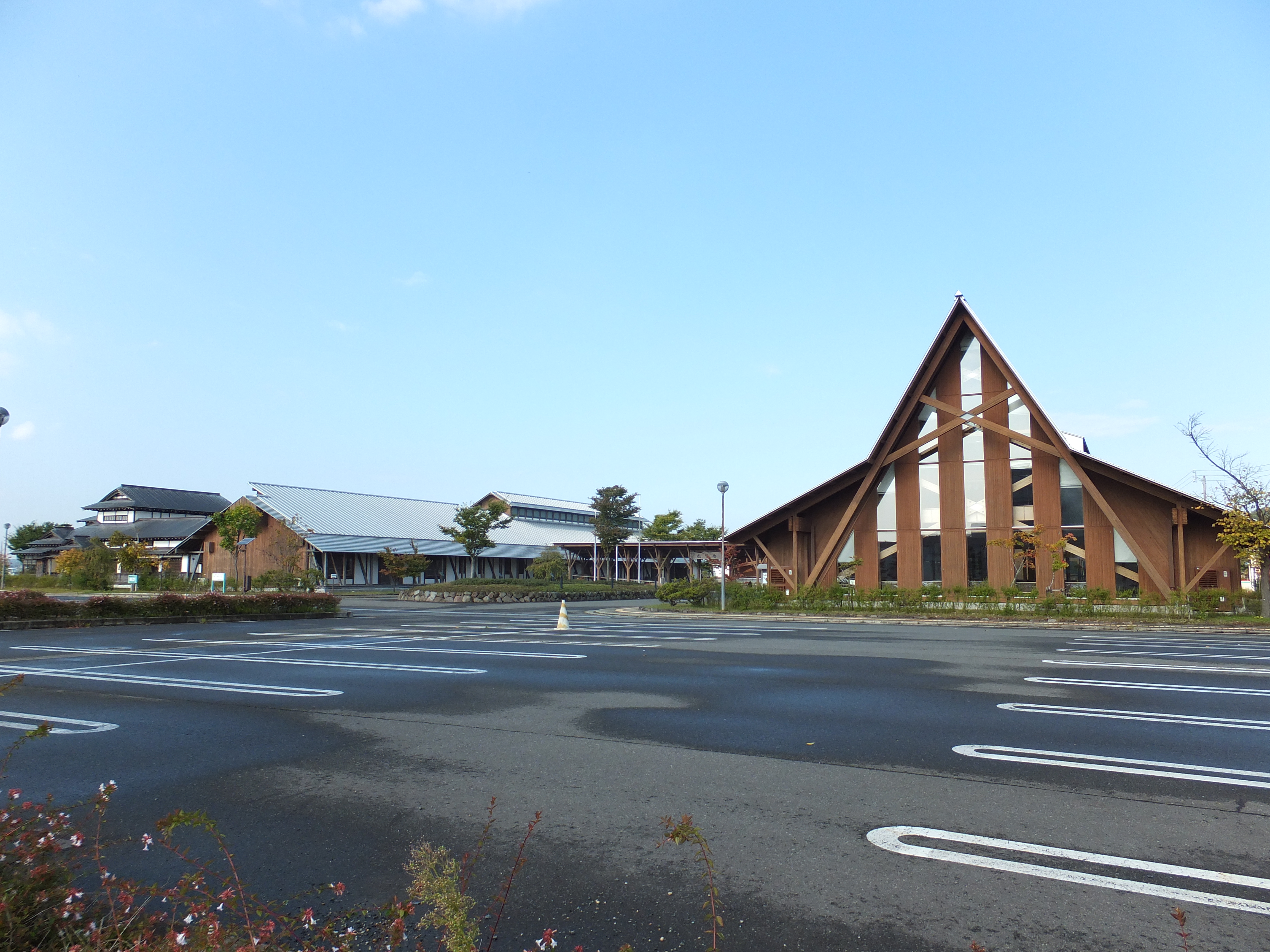
秋田県ゆとり生活創造センター「遊学舎」
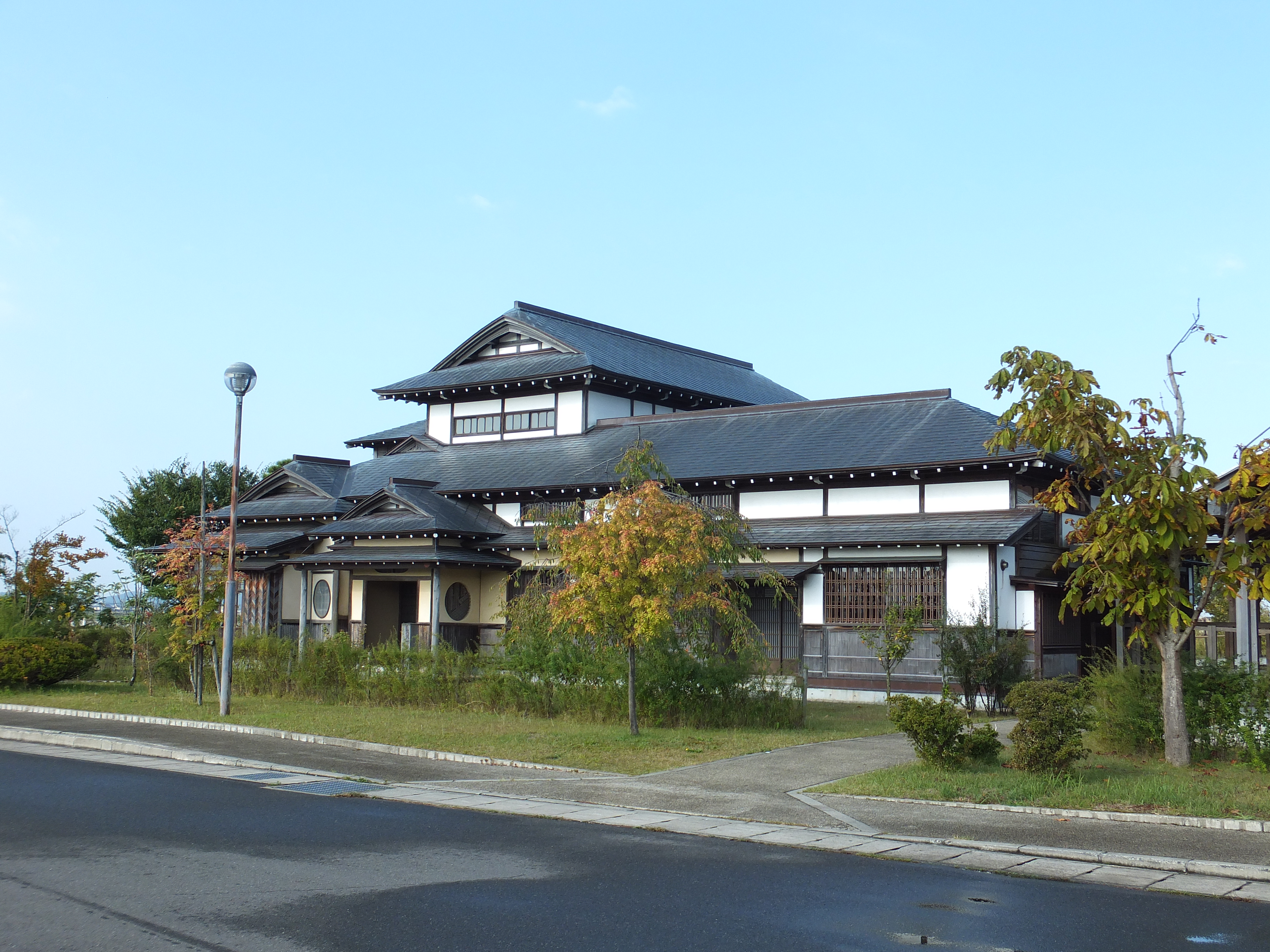
旧佐藤家住宅
  - 旧佐藤家住宅

- 秋田県ゆとり生活創造センター「遊学舎」
- 旧佐藤家住宅

### 上北手猿田
- 秋田市上北手地区コミュニティセンター

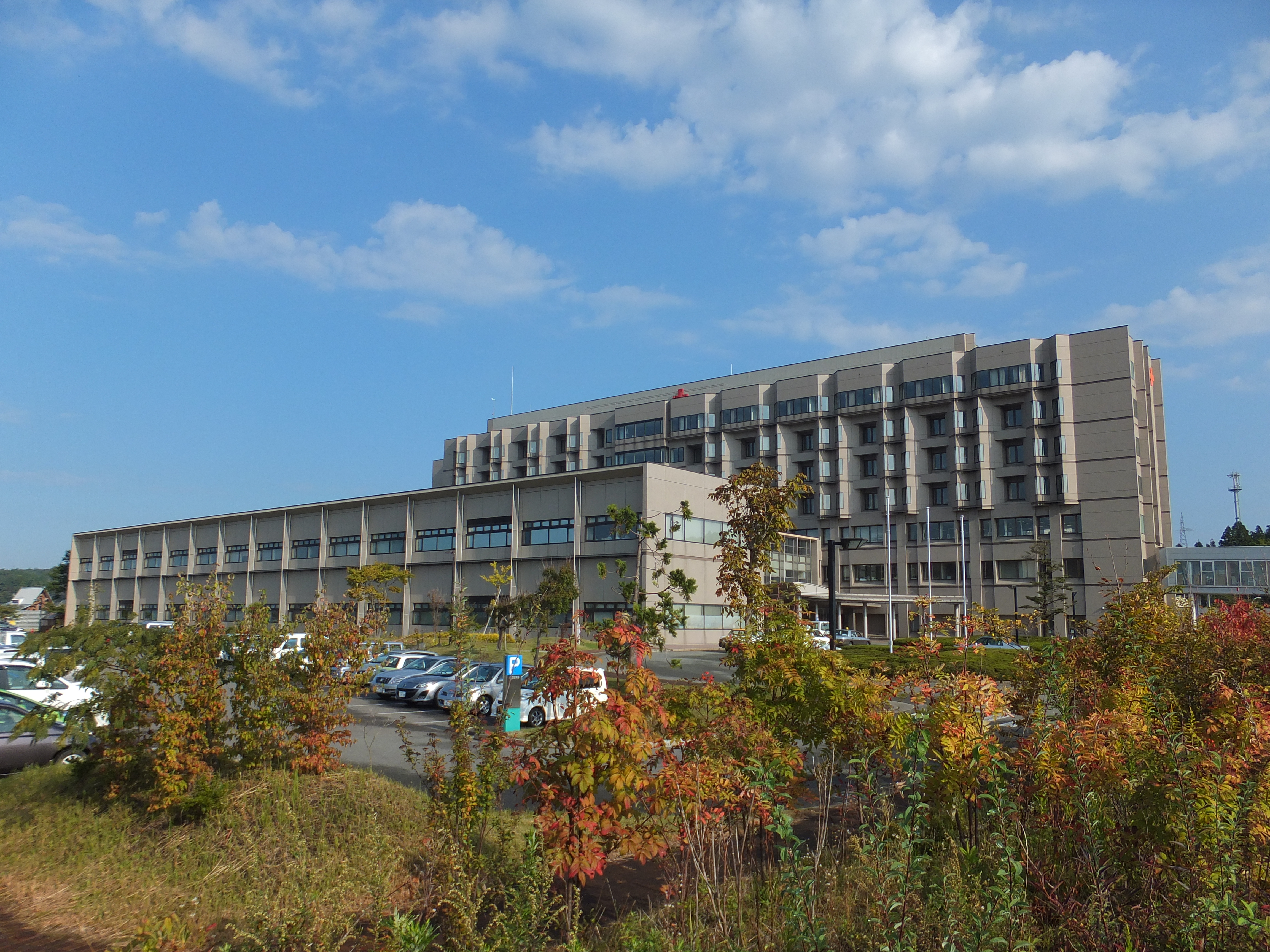
秋田赤十字病院
- 上北手郵便局
- ポパッチゴルフ練習場

- 秋田赤十字病院

## 交通

### 鉄道
地区内に鉄道は通っていない。最寄り駅は中通七丁目にあるJR東日本奥羽本線・羽越本線・秋田新幹線の秋田駅、または牛島西一丁目にある羽越本線の羽後牛島駅、または四ツ小屋小阿地字柳林にあるJR東日本奥羽本線の四ツ小屋駅。

### バス
- 秋田中央交通
  - 系統400｜広面御所野線（中央シルバーエリア発着）
  - 系統401｜広面御所野線（御所野学院前経由中央シルバーエリア発着） - 平日のみ
    - （桜二丁目） - 大戸入口 - 山手台入口 - 荒巻入口 - （横山下丁）

  - 系統402｜広面御所野線（日赤病院前発着） - 平日のみ
    - （桜二丁目） - 大戸入口 - 山手台入口 - 荒巻入口 - 遊学舎前 - 日赤病院前

  - 系統403｜南ヶ丘線 - 平日のみ
    - （桜二丁目） - 大戸入口 - 山手台入口 - 荒巻入口 - 遊学舎前 - （総合支援エリア入口）

  - 系統560｜南大通り経由日赤病院線（秋田駅西口発日赤病院前着） - 平日のみ
  - 系統561｜南大通り経由日赤病院線（日赤病院前発秋田駅西口着） - 平日のみ
    - （牛島東七丁目） - 一ツ森公園南入口 - 荒巻 - 中荒巻 - 上荒巻 - 遊学舎前 - 日赤病院前
- 秋田中央トランスポート
  - 秋田市マイタウン・バス東部線上北手コース
    - 日赤病院前 - 産直センター前 - 上北手コミセン前 - 上北手小学校前 - 防谷 - 南寿園入口 - 開拓入口 - 寺沢入口 - 寺村 - 大山田入口 - 大山田 - 後古野 - 古野 - 古野回転地 - （アマノ前）

  - 秋田市マイタウン・バス東部線中北手コース
    - 日赤病院前 - （県営南ケ丘住宅前） - 百崎 - （大平台三丁目） - 大戸公民館 - 関上 - 百崎入口 - 大杉沢 - 下小山田 - 中小山田 - 上小山田

### 道路

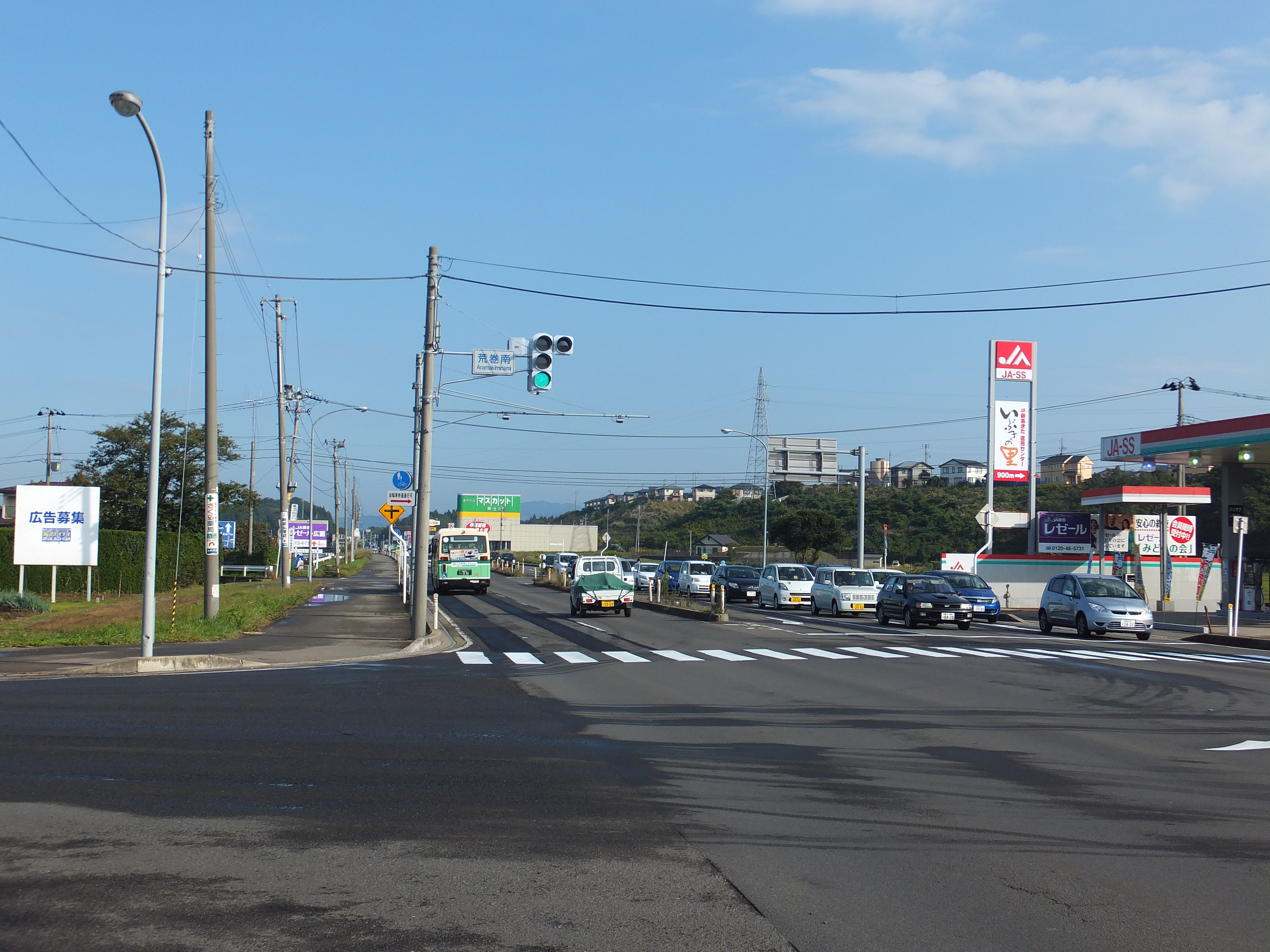
荒巻南交差点
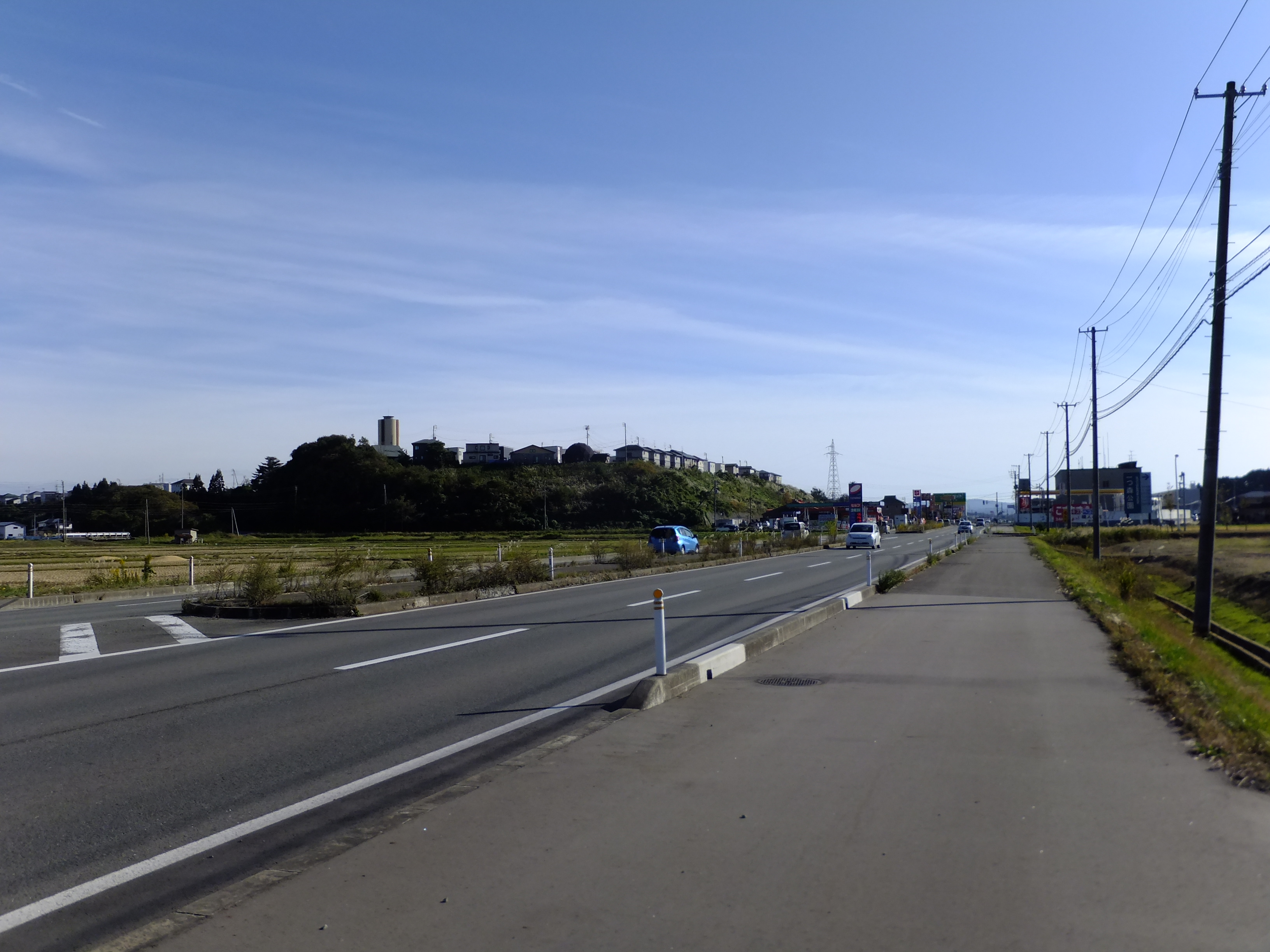
横山金足線

- E7秋田自動車道
  - （6）秋田南IC
- 国道13号
- 秋田県道41号秋田昭和線
- 秋田市道明田上北手線
- 秋田市道上北手牛島線
- 秋田市道新都市大通線
- 秋田市道御所野上北手線
- 秋田市道大杉沢小山田線
- 秋田市道猿田小山田線
- 秋田市道百崎柳館線
- 秋田市道大戸梨平線
- 秋田市道古野荒巻線
- 秋田市道苗宝線

- 荒巻南交差点
- 横山金足線

## 関連著名人
- 嵯峨健四郎（プロ野球選手）
- 森川源三郎（農業指導者・晩年に移住）